# Ilva Mică
Ilva Mică – wieś w Rumunii, w okręgu Bistrița-Năsăud, w gminie Ilva Mică. W 2011 roku liczyła 3264 mieszkańców.